# Курув-Весь
Курув-Весь (пол. Kurów-Wieś) — село в Польщі, у гміні Опорув Кутновського повіту Лодзинського воєводства.
Населення — 96 осіб (2011).
У 1975-1998 роках село належало до Плоцького воєводства.

## Демографія
Демографічна структура станом на 31 березня 2011 року:
|          | Загалом | Допрацездатний вік | Працездатний вік | Постпрацездатний вік |
| -------- | ------- | ------------------ | ---------------- | -------------------- |
| Чоловіки | 42      | 6                  | 30               | 6                    |
| Жінки    | 54      | 11                 | 28               | 15                   |
| Разом    | 96      | 17                 | 58               | 21                   |